# David Bradley (cầu thủ bóng đá)
David Bradley (sinh ngày 16 tháng 1 năm 1958) ở Salford, Anh, là một cầu thủ bóng đá người Anh đã giải nghệ thi đấu ở vị trí trung vệ cho nhiều câu lạc bộ ở Football League.